# Helina raoheensis
Helina raoheensis är en tvåvingeart som beskrevs av Liu, Cui och Ma 2000. Helina raoheensis ingår i släktet Helina och familjen husflugor.
Artens utbredningsområde är Heilongjiang (Kina). Inga underarter finns listade i Catalogue of Life.